# Impedância característica
Para uma linha uniforme de comprimento considerado infinito a impedância característica é a razão de uma tensão elétrica aplicada para a corrente elétrica resultante no ponto em que a tensão foi aplicada. Esta é dada em ohms e é medida entre os terminais da linha de transmissão na freqüência de trabalho.
Antigamente se dava o nome de impedância súbita para a impedância característica. Em linhas não uniformes ou em estruturas, o termo utilizado para a impedância característica é Impedância recorrente.